# Луций Ноний Аспренат (консул-суффект 36 года до н. э.)
Лу́ций Но́ний Аспрена́т (лат. Lucius Nonius Asprenas; умер после 36 года до н. э.) — римский военачальник и политический деятель из плебейского рода Нониев, консул-суффект 36 года до н. э. Участвовал в гражданских войнах на стороне Гая Юлия Цезаря. Предположительно некоторое время управлял Нарбонской Галлией.

## Биография
Луций Ноний принадлежал к незнатному плебейскому роду, который до I века до н. э. не упоминается в источниках. Первыми в состав сенатского сословия вошли Нонии Суфенаты благодаря родству с Луцием Корнелием Суллой (один из них стал претором в 81 году до н. э.). Луций стал первым известным истории носителем когномена Аспренат (Asprenas); не имея предков-магистратов, он был «новым человеком». Благодаря Капитолийским фастам известно, что отец и дед Аспрената носили преномены Луций и Тит соответственно.
Первое упоминание о Луции Нонии в сохранившихся источниках относится к 46 году до н. э. Тогда он участвовал в африканской кампании Гая Юлия Цезаря. Последний оставил Аспрената в день битвы при Тапсе (5 апреля 46 года до н. э.) охранять лагерь во главе двух легионов. Автор сочинения «Африканская война» называет Луция в связи с этими событиями проконсулом; это означает, что тот уже должен был пройти в своей политической карьере стадию претуры. Учёные полагают, что Аспренат мог быть претором в 47 или даже в 46 году до н. э.
В 45 году до н. э. Аспренат участвовал во втором испанском походе Цезаря, командуя конницей (предположительно в качестве префекта). Аппиан в связи с событиями 44 года до н. э. упоминает народного трибуна Аспрената, но отождествление этого политика с будущим консулом-суффектом кажется историкам маловероятным. В 39 году до н. э. Луций подписал одно из сенатских постановлений, причём его имя стоит третьим в списке, что ещё раз подтверждает статус как минимум претория (бывшего претора). Аспренат упоминается в латинской надписи, оставленной в Валенсии (Нарбонская Галлия): [L. Non]io L. fil. [Asp]renati prop [c]oloni et incolae patrono. Отсюда антиковеды делают вывод, что он был не только патроном Валенсии, но, по-видимому, ещё и наместником Нарбонской Галлии.
В 36 году до н. э. Луций Ноний достиг вершины своей карьеры. Вместе с Квинтом Марцием Криспом он стал консулом-суффектом, сменив Луция Геллия Публиколу и Марка Кокцея Нерву. О деятельности Аспрената на этом посту ничего не известно: сохранились только упоминания имён магистратов.
У Луция Нония был сын того же имени, известный по резонансному делу об отравлении. Луций-младший стал отцом двух видных нобилей — Луция Нония Аспрената (консула-суффекта 6 года н. э.) и Секста Нония Квинтилиана (консула 8 года н. э.).